# Онтонагон (индейская резервация)
Онтонагон (англ. Ontonagon Indian Reservation) — индейская резервация народа оджибве, расположенная в северо-западной части штата Мичиган, США.

## История
Первое европейское поселение возникло в этом районе вокруг французского торгового поста, основанного в колониальные времена на месте деревни оджибве на берегу залива Кивено. По окончании Англо-американской войны была урегулирована граница Соединённых Штатов с Британской Канадой, и эта территория стала частью Территории Мичиган. В 1815 году индейцы уступили большую часть своих земель в Мичигане.
Позднее оджибве потеряли ещё часть своей территории в основном из-за спекуляций и мошенничества евроамериканских торговцев. Договор 1842 года, по которому они уступили земли американскому правительству, был одним из крупнейших соглашений об уступке земель, когда-либо заключенных между федеральным правительством США и индейскими племенами. Согласно этому договору индейцы сохраняли свои права на рыбную ловлю, охоту и собирательство на этих уступленных землях. В 1854 году онтонагон-оджибве подписали отдельный договор с американскими властями, согласно которому они отказывались от земель к югу от озера Верхнее. Договор также установил границы индейской резервации Онтонагон.
После того, как был принят Закон о реорганизации индейцев в 1934 году, федеральное правительство включило группу онтонагон-оджибве в состав общины Кивено-Бей. Объединённая группа оджибве проживает в основном в резервации Л’Анс. Внешние границы индейских резерваций Л’Анс и Онтонагон официально признаны Бюро по делам индейцев.

## География
Резервация состоит из одного участка, расположенного в северо-восточной части округа Онтонагон на южном берегу озера Верхнее, примерно в 20 км к северо-востоку от деревни Онтонагон. Общая площадь резервации составляет 9,68 км². Штаб-квартирой племени и административным центром Онтонагона является деревня Барага.

## Демография
В начале 1990-х годов объединённая группа оджибве насчитывала 3100 зарегистрированных членов. По данным федеральной переписи населения 2010 года, в резервации постоянного населения не было. Согласно федеральной переписи населения 2020 года в резервации отсутствовало постоянное население и насчитывалось 12 жилых домов. 

## Комментарии
1. ↑  Сам населённый пункт не входит в состав резервации, а является лишь штаб-квартирой племени.